# Ulises Segura
Ulises Antonio Segura Machado (Cantone di Goicoechea, 23 giugno 1993) è un calciatore costaricano, centrocampista del Saprissa e della nazionale costaricana.

## Carriera

### Club
Ha sempre giocato nel campionato di casa.

### Nazionale
Con la nazionale costaricana ha esordito nel 2017.